# 鳥籠学級
『鳥籠学級』（トリカゴガッキュウ）は、真柴真による日本の漫画作品。『月刊Gファンタジー』（スクウェア・エニックス）にて連載された。単行本は全7巻。
2010年2月24日にドラマCDが発売。

## ストーリー
記憶喪失で身寄りのないミカゲは、鐘楼学園の生物教員クギウチの好意により、特進クラス1-Aに転入する。しかしミカゲと関わったクラスメイト達に次々と異変が起き、更にそれは旧視聴覚室のスクリーンに映る「異世界」にも影響を与えた。クギウチはミカゲがその「異世界」の住人であるといい、「異世界」を救うためにミカゲは様々な問題解決に挑むこととなる。

## 登場人物
※キャストはドラマCD版のもの。
ミカゲ
声 - 斎賀みつき
主人公。出席番号9番。
王様だった姉（レン）を助けるため、異世界からやってきた。向こうの世界では、姉に代わりミカゲが王様である。記憶喪失だったが、真名（ミナカガミ）を呼ばれたことで記憶が戻った。
「蝕」と名づけられた影のような靄がみえる。彼の言動・行動によりクラスメイトに「蝕」が発生し、異世界に甚大な影響を与える。それを解決するのが彼の「宿題」である。
明るく世話焼きでクラスの人気者だが、「キレる」と180度人格が変わる。キレた時の口癖は「ア〜〜もぉい〜〜や」。その際の言動は普段からは想像もつかないほど辛辣なものであるが、結果的にトラブルを解決する要因となっている。
クギウチから呼び出しを受けた際、必ず手作りのお菓子を持っていくが、未だに食べてもらえたことがない。
寮では限クヨウと同室。雛穴見からは「ミヒャエルミカゲ」と呼ばれる。
クギウチ
声 - 森川智之
生物教員。1－Cの担任。鐘楼学園の理事長である。
ミカゲの正体を唯一知る人物。異世界の平和のためにミカゲに様々な「宿題」を下す。
常に旧視聴覚室のスクリーンに映る異世界を監視しており、異変が起きれば校内放送でミカゲを呼び出す。ミカゲが「宿題」を解決するために行動している最中は、スクリーンとミカゲを監視しつつ様々な趣味に励んでいる（手打ちうどんを作る、週刊キットの模型を組み立てる、等）。
涼暮の双子を孤児院から引き取った。
ミカゲの手作りお菓子を捨てたり彼に無理難題を押し付ける一方、時には褒めたり命を救うなど、酷いのか優しいのかイマイチ掴めない人物。
子日 一（ネノビ ハジメ）
声 - 岡本信彦
出席番号1番。全国模試トップ、スポーツ万能な天才少年。毒舌。
雪消雨堤とは幼馴染で彼女に好意を抱いている。彼女に褒めてもらいたい一心で勉強、スポーツなどを頑張るが、結果的に彼女を追い越してしまい、それが彼女との間の溝の原因となっている。元アイドル研究会会員で、言動や行動からも若干オタク的な面が見られる。研究会解散が原因で無気力・怠惰・自堕落に陥ってしまった。
寮では鳥待四郎と同室。雛穴見からは「ベアトリーチェ子日」と呼ばれる。
雪消 雨堤（ユキギエ アマツヅミ）
声 - 遠藤綾
出席番号2番。学級委員。スピリチュアル研究会所属。
子日一から罵られたことが原因で、自分の外見にコンプレックスを持っている。真面目で優等生。幼少期に子日一の面倒を見ていたことから、彼にとって母親的存在でもある。限クヨウには憧れを抱いている。また親友の五色水溜から告白されるが、彼女本人が五色水溜を恋愛対象としてみているのかは不明。
寮では五色水溜と同室。
涼暮 ユカン（スズクレ ユカン）
声 - 沢城みゆき
出席番号3番。涼暮ユイカイと双子の姉。左目下にほくろがある。
弟に近付く者は容赦なく襲っていた（ユイカイから守るためだった）。使用する武器は主にナイフや弓、ボウガンなどの飛び道具。弟のことがなければ普段は無口でおとなしい性格。よく読書をしている。
自傷癖があり、腕に無数の傷がある。傷の数は弟のために周囲の人間を傷つけてしまった回数に比例する。ある事件以降はクラスメイトとも馴染みつつあり、特に五色水溜と仲が良い。M耐性が無く、鳥待四郎に若干苦手意識を持っている。
寮では雁来瞳と同室。
鳥待 四郎（トリマチ シロウ）
声 - 白石稔
出席番号4番。放送委員会所属。
元アイドル研究会会長でオタク。ドSキャラが売りのアイドル「ROCOたん」を崇拝していた。しかし、ある一件により彼女に幻滅しアイドル研究会は解散。後に「何かに崇拝すること無く自立していく」と決めた。語尾に「〜っス」とつける。ドM。涼暮ユカンにボールをぶつけられて以来、彼女に好意を抱く。
寮では子日一と同室。
五色 水溜（イロイロ ミズタマリ）
声 - 堀江由衣
出席番号5番。学園内で「姫」と呼ばれる美少女。
性格は明るいが、素直すぎて向こう見ず。頭につけた大きなリボンがトレードマーク。雪消雨堤に好意を寄せている。おせっかいな面が多々あり、それによって相手や自分をトラブルに巻き込んだりしている。ある一件により涼暮ユカンへの誤解が解け、以降は仲が良い。
寮では雪消雨堤と同室。
涼暮 ユイカイ（スズクレ ユイカイ）
声 - 沢城みゆき
出席番号6番。涼暮ユカンと双子の弟。右目下にほくろがある。
教室でも寮でも常に寝ている。無口無表情、近づけば姉のユカンに攻撃されるなどの理由もあり、クラスメイトから恐れられていた。ミカゲに対し当初は気弱で優しい面を見せていたが、本当は残虐で鬼畜な性格。自分の目的のためには姉をも利用するが、ミカゲ曰く姉を失うことを恐れているらしい。
気に入ったものを支配・独占しようとする悪癖の持ち主で、トロフィーマニア。気に入った者の「耳」を採取し、瓶詰めにして寮室の鍵のかかったクローゼットに保管してある。ミカゲに異常なまでに依存しており、自身に隷属させようとするが、キレたミカゲの一言により自らが彼に隷属することを誓う。しかし、ミカゲの命令で隷属をやめた。
寮では文披陸と同室。
文披 陸（フミヒラ リク）
声 - 諏訪部順一
出席番号7番。野球部に所属する超高校級スラッガー。
極度の上がり症で常に帽子を被っており、同級生はおろか恋人の雁来瞳でさえも素顔を知らない。本人曰く帽子と彼は一心同体らしく、頭を洗うときですら帽子は外さない。
雁来瞳を好いてはいるが、過剰な詮索心だけは受け止めきれないと、とある一件で本人に告げる。以降は何もないところから始めようと交際を改めた様子。
寮では涼暮ユイカイと同室。
雁来 瞳（カリク ヒトミ）
声 - 小林ゆう
出席番号8番。文披陸とは恋人同士で、後に野球部のマネージャーに。
物事をはっきり言う性格。文披陸を生きる糧としており、彼の詳細プロフィールを記録したノートを常に持ち歩いていた。左手の薬指には彼の母から貰ったというオパールの指輪が輝いている。
寮では涼暮ユカンと同室。
限 クヨウ（カギリ クヨウ）
声 - 鈴木達央
出席番号12番。一年、留年生。植物を溺愛する変わり者。風紀委員長。
とある一件で風紀委員をやめたが、夏越とミカゲでおかげで復帰。
よく授業をさぼっては、庭園の植物の世話をしている。基本的には穏やかな性格だが、植物と過ごす時間を邪魔されたり、植物に危害を加えられた際には静かな怒りを見せる。
自室にレンという少女を住まわせているが、彼女との関係の詳細は不明。
寮ではミカゲと同室。雛穴見からは「カルロス限」と呼ばれる。
夏越聖（ナゴシ セイ）
出席番号11。
特Aを監視するために一学年下がった。
クヨウにあこがれて、風紀委員に入った。書記。
ヒイナと同い年。
雛 穴見（ヒイナ アナミ）
声 - 緑川光
出席番号13番。留年生でクラス1頭が悪い。歌劇部所属。
ファンクラブがあるほどの美形でナルシスト。セレブのような振る舞いをする。が、実は貧乏で、大家族の長男。仕送りと学費のために金を稼いでおり、彼が教室で奏でるピアノを聞けば金を取られるとクラス内で噂されている。
歌劇部での名前は「マクシミリアン雛」。自分以外の人間にもこのような芸名をつけて呼ぶ。
レン
限クヨウの部屋にいる正体不明の少女。無口無表情。
ROCOたん（ロコたん）
鳥待四郎が好きだったドSが売りのアイドル。実はドSでなく、努力家で優しい健気な少女。

## 用語
鐘楼学園（しょうろうがくえん）
ミカゲ達が在籍している学園。全寮制・少数制・共学制。
この学園の鐘楼から願いを叫ぶと叶うという噂がある。
1-A
ミカゲが転入した特進クラス。通称「特-A」。
生徒数は13名、出席番号は成績順（他のクラスはどうかは不明）。一番成績の悪い者は黒板に一番近いピアノ席に座らされる。
特進クラスとは思えない風貌や行動をする生徒が多く、転入当初のミカゲも本当に特進クラスなのか疑ったほどである。
蝕（しょく）
異世界人であるミカゲが干渉した人物が、間接・直接問わず彼の行動によって精神的影響を受けた際に、その人物の影に現れる変化。
ミカゲにしかその変化は分からない。

## 単行本
Gファンタジーコミックス（スクウェア・エニックス）より刊行されている。
1. 2008年5月27日発行 ISBN 978-4-7575-2293-0
2. 2008年12月27日発行 ISBN 978-4-7575-2455-2
3. 2009年7月27日発行 ISBN 978-4-7575-2633-4
4. 2010年2月27日発行 ISBN 978-4-7575-2816-1
5. 2010年9月27日発行 ISBN 978-4-7575-3013-3
6. 2011年4月27日発行 ISBN 978-4-7575-3214-4
7. 2011年9月27日発行 ISBN 978-4-7575-3381-3